# Сукцессия

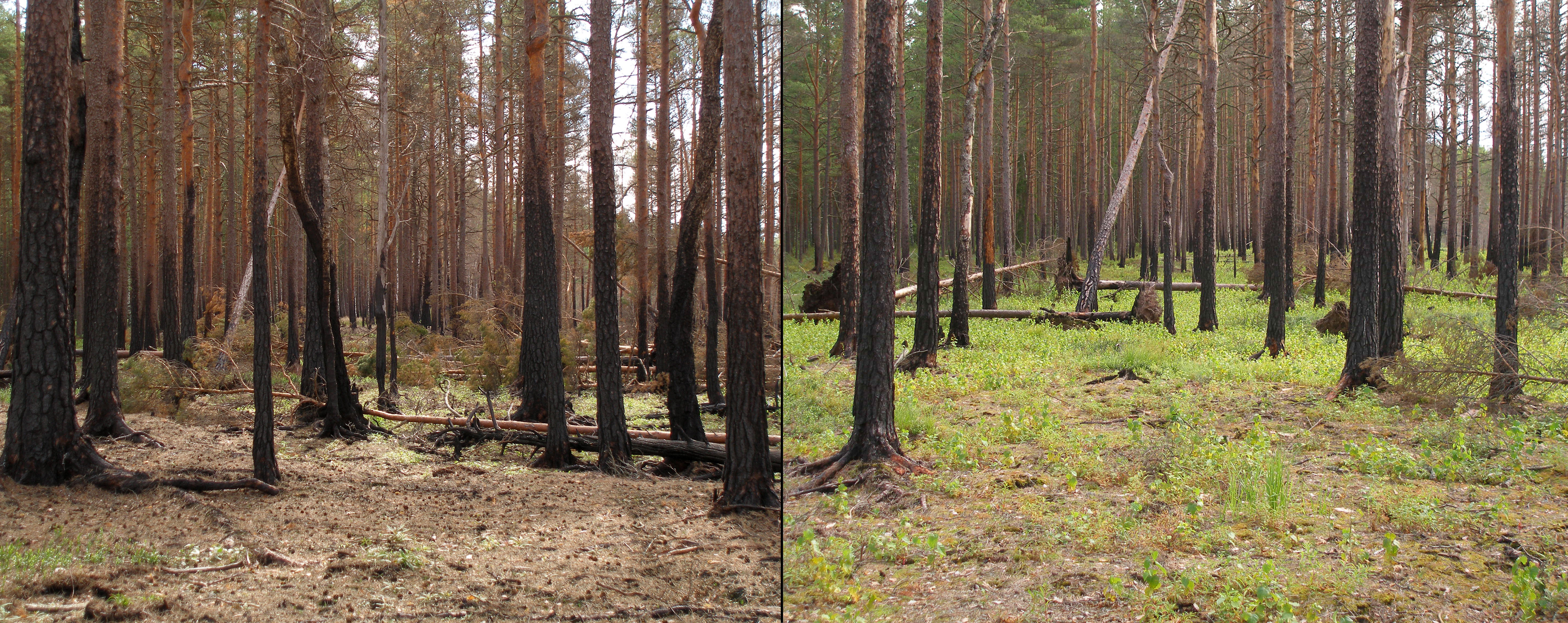
Сосновый лес после низового пожара (слева)
и через два года после пожара (справа)

Сукце́ссия (от лат. succesio — преемственность, наследование) — последовательная закономерная смена одного биологического сообщества (фитоценоза, микробного сообщества и т. д.) другим на определённом участке среды во времени в результате влияния природных факторов (в том числе внутренних сил) или воздействия человека.
Теорию сукцессий изначально разрабатывали геоботаники, но затем стали широко использовать и другие экологи. Одним из первых теорию сукцессий разработал Ф. Клементс (1874—1945) и развил В. Н. Сукачёв (1880—1967), а затем С. М. Разумовский (1929—1983).
Термин введён Ф. Клементсом для обозначения сменяющих друг друга во времени сообществ, образующих сукцессионный ряд (серию), где каждая предыдущая стадия (серийное сообщество) формирует условия для развития последующего. Если при этом не происходит вызывающих новую сукцессию событий, то ряд завершается относительно устойчивым сообществом, имеющим сбалансированный при данных факторах среды обмен. Такое сообщество Ф. Клементс назвал климакс. Единственным признаком климакса в смысле Клементса—Разумовского является отсутствие у него внутренних причин для изменения. Время существования сообщества ни в коем случае не может являться одним из признаков.
Хотя термины, введённые Клементсом, широко используют, существует две принципиально различные парадигмы, в рамках которых смысл этих терминов различен: континуализм и структурализм. Сторонники структурализма развивают теорию Клементса, сторонники континуализма в принципе отвергают реальность сообществ и сукцессий, считая их случайными явлениями и процессами (поликлимакс, климакс-континуум). Процессы, происходящие в экосистеме в этом случае упрощают до взаимодействия видов, встретившихся случайным образом, и абиотический средой. Парадигма континуализма была впервые сформулирована советским ботаником Л. Г. Раменским (1884—1953), но осталась практически неизвестной за пределами русскоязычной науки, и несколькими годами позже но совершенно независимо — американским ботаником Г. Глисоном (1882—1975).

## Классификация
Существует множество классификаций сукцессий, по показателям, способным меняться в ходе сукцессии или по причинам смен:
- по масштабу времени (быстрые, средние, медленные, очень медленные),
- по обратимости (обратимые и необратимые),
- по степени постоянства процесса (постоянные и непостоянные),
- по происхождению (первичные и вторичные),
- по тенденциям изменения продуктивности (прогрессивные и регрессивные),
- по тенденции изменения видового богатства (прогрессивные и регрессивные),
- по антропогенности (антропогенные и природные),
- по характеру происходящих во время сукцессии изменений (автотрофные и гетеротрофные).

В зависимости от целей исследователя, подобные классификации можно строить на любом логическом основании, а число их можно увеличивать до бесконечности. Так, например, П. Д. Ярошенко (1950) указывал на необходимость разделения антропогенных смен на смены в социалистических странах и смены в капиталистических странах.
Если классифицировать сукцессии на основе протекающих процессов, то можно выделить две основные группы: эндогенные, происходящие в результате функционирования сообществ, и экзогенные, происходящие в результате внешнего воздействия. Движущей силой эндогенных сукцессий является несбалансированный обмен сообществ.

### Первичные
Первичная сукцессия — сукцессия, развивающаяся на лишенных жизни территориях — скалах, обрывах, наносах рек, сыпучих песках, застывшей лаве и др. При заселении таких участков живые организмы за счет своего метаболизма изменяют условия проживания и сменяют друг друга. Основная роль принадлежит накоплению отмерших остатков растений и продуктов разложения. Это зависит от характера растительности и от комплекса разрушающих её микроорганизмов, грибов и животных. Постепенно формируется почвенный профиль, изменяется гидрологический режим участка, микроклимат. Такие сукцессии называются в геоботанике — экогенетическими, так как ведут к преобразованию самого местообитания. Процесс первоначального формирования растительного покрова называется также сингенетической сукцессией. Широко известным примером первичной сукцессии является заселение застывшей лавы после извержения вулкана или склона после схода лавины, уничтожившей весь профиль почвы. Сейчас подобные явления редки, но каждый участок суши в какое-то время прошёл через первичную сукцессию.
Первичные сукцессии развиваются параллельно с почвообразованием под влиянием постоянного попадания извне семян, отмирания неустойчивых к экстремальным условиям сеянцев и лишь с определённого времени — под влиянием межвидовой конкуренции. Развитие того или иного серийного сообщества и его смена обусловлены в основном содержанием азота в почве и степенью разрушения её минеральной части.
Например, для горных участков Аляски выделяют следующие типичные стадии первичной сукцессии с характерными растениями-доминантами:
1. Лишайники разрушают породу и обогащают её азотом.
2. Мхи и ряд трав.
3. Кустарниковые сообщества с преобладанием ивы.
4. Кустарниковые сообщества с преобладанием ольхи.
5. Ельник, затем доминирование тсуги.

### Вторичные

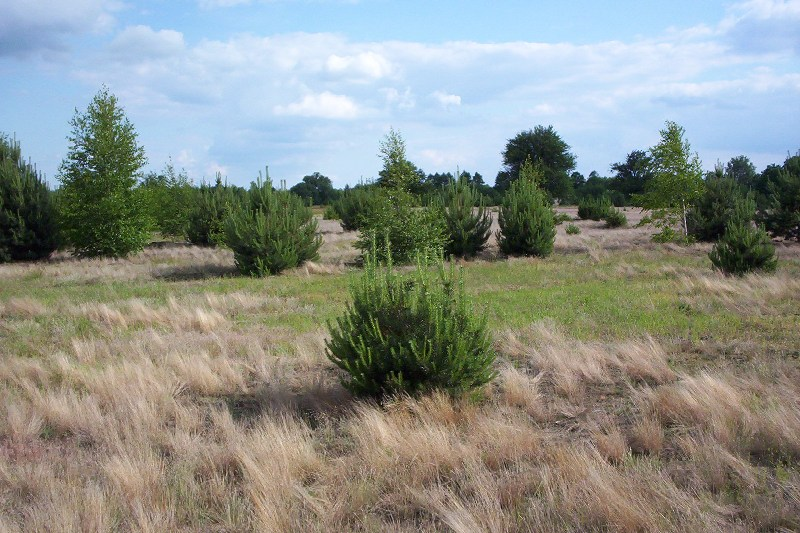
Восстановительная сукцессия — лес вырастает на месте залежи

Вторичная сукцессия — сукцессия, осуществляющаяся на участке, где ранее существовавший растительный покров был уничтожен. В качестве примера вторичной сукцессии обычно приводят ельник, уничтоженный пожаром. На занимаемой им ранее территории сохранилась почва и семена. Травяное сообщество образуется уже на следующий год. Дальше возможны варианты: во влажном климате доминирует ситник, затем он сменяется малиной, она — осиной; в сухом климате преобладает вейник, он сменяется шиповником, шиповник берёзой. Под покровом осинового или берёзового леса развиваются растения ели, со временем вытесняющие лиственные породы. Восстановление темнохвойного леса происходит примерно за 100 лет. Восстановление климаксных дубрав в Московской области обычно не происходит, поскольку лес вновь вырубается. Подробно вторичные сукцессии после пожаров в лесотундре и северной тайге рассмотрены в работах А. П. Тыртикова Так после пожаров в редкостойных лесах и редколесьях на гарях через несколько десятилетий развиваются березняки травяные. Они сменяются смешанными зеленомоховыми лесами через 120—150 лет после пожара. Редкостойные смешанные сфагновые леса сменяют смешанные зеленомоховые леса через 200—250 лет после пожара. Редколесья на сфагновых болотах формируются на месте редкостойных сфагновых лесов через 250—300 лет. А через 300—350 лет кустарничково-лишайниковые тундры сменяют редколесья на сфагновых болотах.
В известной работе Ю. Одума описан также специфический тип вторичной сукцессии — циклическая сукцессия. Эта сукцессия имеет отличительную черту — в недрах сообщества зреют предпосылки для отката сообщества к более примитивному типу (например, посредством формирования огнеопасной среды). Одумом показано на примере калифорнийской чапарали. Для России аналогичный тип растительности — «харганат» описан А. В. Беликович.

## Сукцессии вмикробиологии
В естественных (например, почвенных) микробных сообществах сукцессии обычно вызываются поступлением порции органического вещества той или иной формы. Поскольку различные микроорганизмы приспособлены либо к разрушению сложных полимеров, либо поглощению мономеров при их высокой концентрации, либо к существованию в условиях голода, по мере разрушения и использования органики происходят изменения в структуре сообщества.
В лесной подстилке, например, есть возможность изучать несколько стадий сукцессии одновременно, поскольку они сменяются при движении сверху вниз.
Помимо этого сукцессию могут вызывать изменения температуры, влажности, содержания газов или специфических веществ и т. п. Процесс почвообразования сопровождается продолжительной сукцессией как растительного, так и микробного сообщества.